# Füles lappantyú
A füles lappantyú (Nyctiphrynus mcleodii) a madarak (Aves) osztályának lappantyúalakúak (Caprimulgiformes) rendjéhez, ezen belül a lappantyúfélék (Caprimulgidae) családjához tartozó faj.

## Rendszerezése
A fajt William Brewster amerikai ornitológus írta le 1888-ban, az Otophanes nembe Otophanes mcleodii néven.

## Alfajai
- Nyctiphrynus mcleodii mcleodii (Brewster, 1888)
- Nyctiphrynus mcleodii rayi (A. H. Miller, 1948)[2]

## Előfordulása
Mexikó nyugati és déli részén honos. Természetes élőhelyei a szubtrópusi vagy trópusi hegyi esőerdők és lombhullató erdők. Állandó, nem vonuló faj.

## Megjelenése
Testhossza 20–21 centiméter, testtömege 24–37 gramm. Nemek hasonlóak.

## Életmódja
Rovarokkal, különösen bogarakkal és lepkékkel táplálkozik.

## Természetvédelmi helyzete
Az elterjedési területe nagy, egyedszáma pedig stabil. A Természetvédelmi Világszövetség Vörös listáján nem fenyegetett fajként szerepel.